# Qiyuan Q05
Qiyuan Q05 — компактный гибридный кроссовер, выпускающийся подразделением Qiyuan компании Changan c 2023 года.

## Описание
Qiyuan Q05 был представлен в октябре 2023 года. Аналогом стал автомобиль с ДВС Changan CS55 Plus второго поколения, выпуск которого начался двумя годами ранее. От CS55 Plus Q05 отличается дизайном переднего бампера, формой воздухозаборника и сопутствующих деталей.
Остальные элементы дизайна Qiyuan Q05 остались прежними, отличаясь массивным и приземистым силуэтом. Текстуры отделки тёмно-серые. В кабине также доминирует 10,25-дюймовый сенсорный экран мультимедийной системы.

## Продажи
Продажи Qiyuan Q05 начались в ноябре 2023 года на внутреннем рынке Китая без планов экспорта за пределы Китая. Цены варьируются от 129900 до 159900 юаней.

## Технические характеристики
Q05 является гибридным автомобилем с подключаемым модулем. 1,5-литровый бензиновый двигатель развивает мощность 108 л. с., а электродвигатель — 212 л. с. Ёмкость аккумулятора варьируется от 9,07 до 18,99 кВт⋅ч. В чисто электрическом режиме запас хода варьируется от 60 до 125 км, а в смешанном — от 1150 до 1215 км.